# Søren Spanning
Søren Spanning (ur. 30 maja 1951 we Frederiksbergu, zm. 12 lutego 2020 tamże) – duński aktor teatralny, filmowy i telewizyjny.

## Życiorys
Studiował aktorstwo w szkole teatralnej przy Aarhus Teater. Do 1980 pracował w tej placówce, następnie dołączył do zespołu aktorskiego Duńskiego Teatru Królewskiego w Kopenhadze. Występował w adaptacjach Snu nocy letniej, Kupca weneckiego, Króla Leara, Hamleta, Trzech sióstr, Mewy i innych.
Od połowy lat 70. zaczął grywać w produkcjach kinowych i serialach telewizyjnych. Wystąpił m.in. w Kochanku królowej, a w latach 2010–2013 wcielał się w postać liberalnego duńskiego premiera Larsa Hesselboe w serialu Rząd.
Odznaczony Orderem Danebroga (1995).

## Wybrana filmografia
- 1976: Kassen stemmer
- 1981: Har du set Alice?
- 1984: Midt om natten
- 1984: Min farmors hus
- 1992: Krummerne 2 – Stakkels Krumme
- 1993: Roser og Persille
- 1994: Krummerne 3 – Fars gode idé
- 2003: Lykkevej
- 2005: Jul i Valhal
- 2010: Rząd
- 2012: Kochanek królowej